# Lijst van nummer 1-hits in Frankrijk in 1984
Deze hits stonden in 1984 op nummer 1 in de SNEP Single Top 50, de bekendste hitlijst in Frankrijk.
| Datum       | Artiest        | Titel                           |
| ----------- | -------------- | ------------------------------- |
| 3 november  | Peter & Sloane | Besoin de rien, envie de toi    |
| 10 november | Peter & Sloane | Besoin de rien, envie de toi    |
| 17 november | Peter & Sloane | Besoin de rien, envie de toi    |
| 24 november | Peter & Sloane | Besoin de rien, envie de toi    |
| 1 december  | Peter & Sloane | Besoin de rien, envie de toi    |
| 8 december  | Peter & Sloane | Besoin de rien, envie de toi    |
| 15 december | Peter & Sloane | Besoin de rien, envie de toi    |
| 22 december | Stevie Wonder  | I just called to say I love you |
| 29 december | Ray Parker Jr. | Ghostbusters                    |